# Bad Krozingen
Bad Krozingen là một thị trấn trong huyện Breisgau-Hochschwarzwald, bang Baden-Württemberg, thuộc nước Đức. Đô thị Bad Krozingen có diện tích 35,69 km². Đô thị này có cự ly 15 km về phía tây nam Freiburg. Dân số Bad Krozingen thời điểm 31 tháng 12 năm 2020 là 20.783 người.

## Hình ảnh

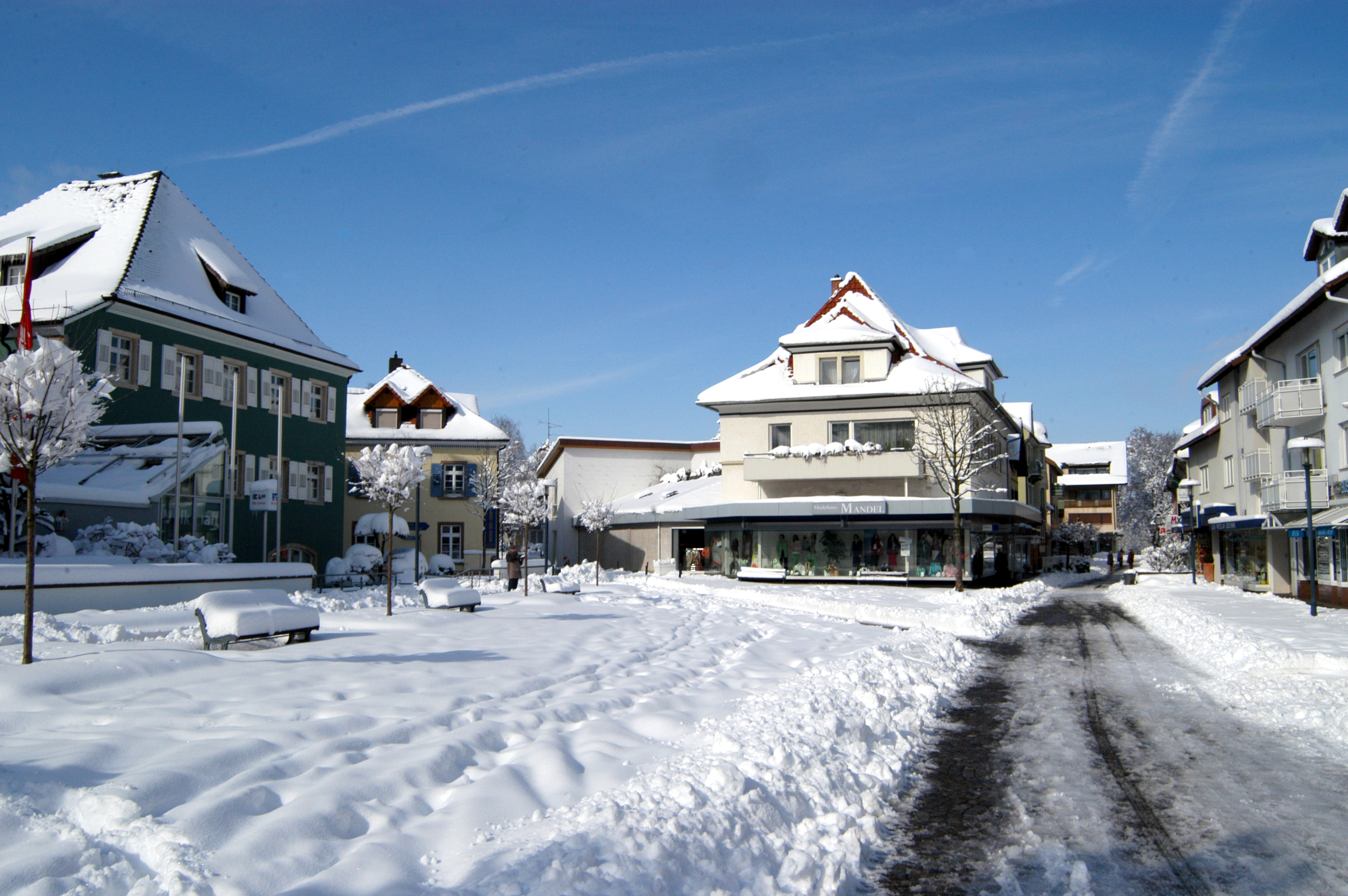
Tuyết ở Lammplatz